# Paremeopedus
Paremeopedus is een kevergeslacht uit de familie van de boktorren (Cerambycidae). De wetenschappelijke naam van het geslacht werd voor het eerst geldig gepubliceerd in 1956 door Gressitt.

## Soorten
Paremeopedus omvat de volgende soorten:
- Paremeopedus minimus (Blair, 1940)
- Paremeopedus tiliacei Gressitt, 1956
- Paremeopedus wakensis Gressitt, 1956